# Réseau routier de la Dordogne
Cet article présente l'histoire, les caractéristiques et les événements significatifs ayant marqué le réseau routier du département de la Dordogne en France.
Au 31 décembre 2017, la longueur totale du réseau routier du département de la Dordogne est de 19 633 kilomètres, se répartissant en 110 kilomètres d'autoroutes, 123 kilomètres de routes nationales, 4 942 kilomètres de routes départementales et 14 458 kilomètres de voies communales.

## Histoire

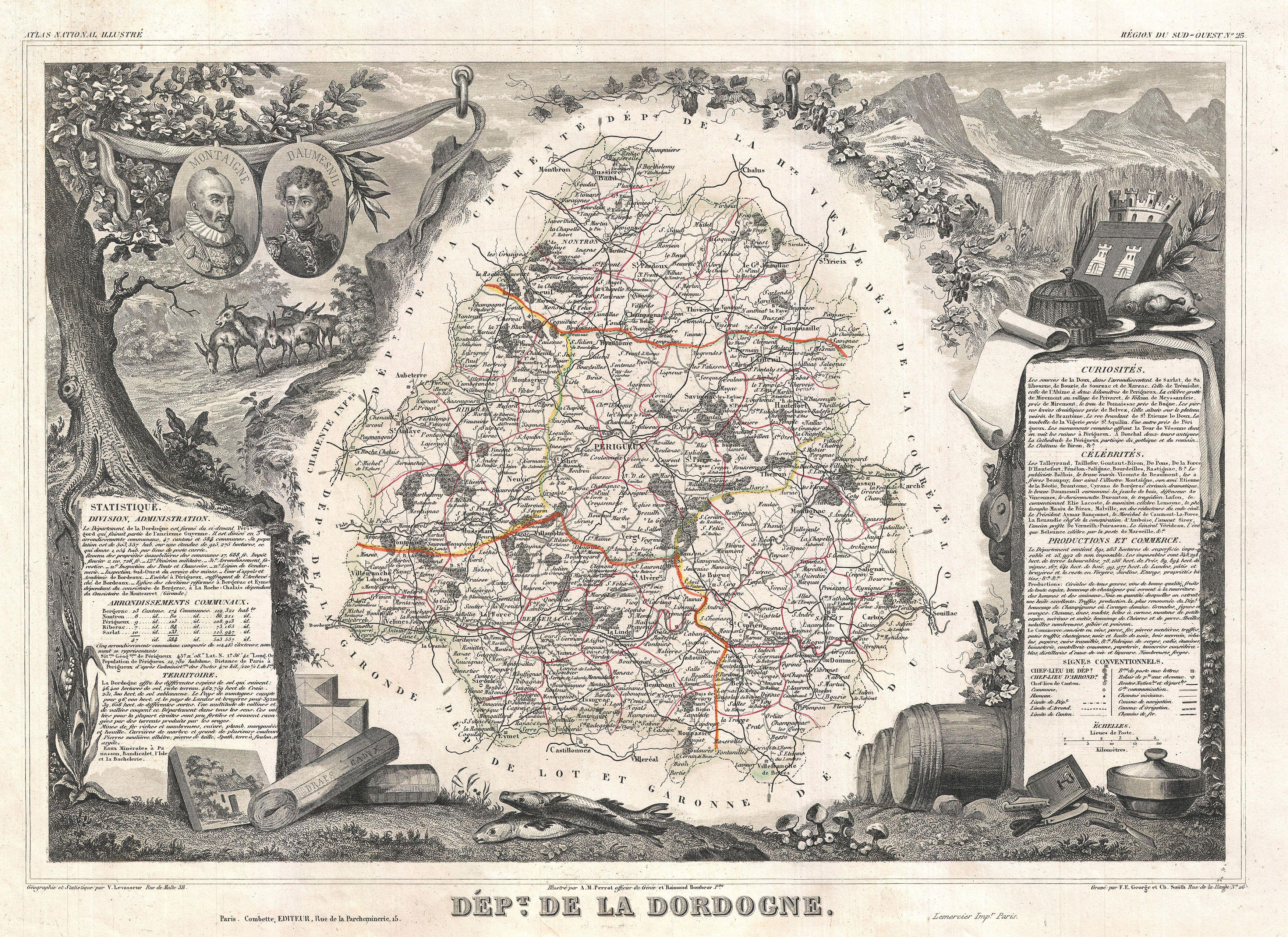
Carte Levasseur du département de la Dordogne (1852)

### XVIIIesiècle
De 1750 à 1784, l’ensemble du réseau routier est pour la première fois cartographié à grande échelle (au 86 400e) et de manière complète par Cassini de Thury, à la demande de Louis XV. Ces cartes sont d’une grande richesse toponymique, mais d’une grande pauvreté quant à la figuration du relief et de l’altimétrie. De même, les chemins secondaires sont rarement représentés, du fait d’une part de leur état médiocre, et d’autre part de leur faible importance économique.

### XIXesiècle
L’Atlas national illustré réalisé par Victor Levasseur est un précieux témoignage du XIXe siècle, les cartes coloriées à la main sont entourées de gravures indiquant statistiques, notes historiques et illustrations caractéristiques des départements. Sur ces cartes sont représentées les routes, voies ferrées et voies d'eau. Par ailleurs, les départements sont divisés en arrondissements, cantons et communes.

### XXesiècle

#### Réforme de 1930
Devant l'état très dégradé du réseau routier au lendemain de la Première Guerre mondiale et l'explosion de l'industrie automobile, l'État, constatant l'incapacité des collectivités territoriales à remettre en état le réseau routier pour répondre aux attentes des usagers, décide d'en prendre en charge une partie. L'article 146 de la loi de finances du 16 avril 1930 prévoit ainsi le classement d'une longueur de l'ordre de 40 000 kilomètres de routes départementales dans le domaine public routier national.
En ce qui concerne le département de la Dordogne, ce classement devient effectif à la suite du décret du 6 juin 1930.

#### Réforme de 1972
En 1972, un mouvement inverse est décidé par l'État. La loi de finances du 29 décembre 1971 prévoit le transfert dans la voirie départementale de près de 53 000 kilomètres de routes nationales. Le but poursuivi est :
- d'obtenir une meilleure responsabilité entre l'État et les collectivités locales en fonction de l'intérêt économique des différents réseaux,
- de permettre à l'État de concentrer ses efforts sur les principales liaisons d'intérêt national,
- d'accroître les responsabilités des assemblées départementales dans le sens de la décentralisation souhaitée par le gouvernement,
- d'assurer une meilleure gestion et une meilleure programmation de l'ensemble des voies.

Le transfert s'est opéré par vagues et par l'intermédiaire de plusieurs décrets publiés au Journal officiel. Après concertation, la très grande majorité des départements a accepté le transfert qui s'est opéré dès 1972. En ce qui concerne le département de la Dordogne, le transfert est acté avec un arrêté interministériel publié au journal officiel le 27 décembre 1973.

### XXIesiècle

#### Réforme de 2005
Une nouvelle vague de transferts de routes nationales vers les départements intervient avec la loi du 13 août 2004 relative aux libertés et responsabilités locales, un des actes législatifs entrant dans le cadre des actes II de la décentralisation où un grand nombre de compétences de l'État ont été transférées aux collectivités locales. Dans le domaine des transports, certaines parties des routes nationales sont transférées aux départements et, pour une infime partie, aux communes (les routes n'assurant des liaisons d'intérêt départemental).
Le décret en Conseil d’État définissant le domaine routier national prévoit ainsi que l’État conserve la propriété de 8 000 kilomètres d’autoroutes concédées et de 11 800 kilomètres de routes nationales et autoroutes non concédées et qu'il cède aux départements un réseau de 18 000 kilomètres.
Dans le département de la Dordogne, le transfert est décidé par arrêté préfectoral signé le 23 décembre 2005. 111 kilomètres de routes nationales sont déclassées. La longueur du réseau routier national dans le département passe ainsi de 240 kilomètres en 2004 à 137 en 2006 pendant que celle du réseau départemental s'accroît de 4 827 à 4 962 kilomètres.

#### Limitation de vitesse
En juillet 2018, le gouvernement a imposé une limitation de la vitesse à 80 km/h pour toutes les routes françaises sans séparateur central.
Fin 2020, la commission départementale de la sécurité routière de la Dordogne a entériné un retour possible à 90 km/h sur certains tronçons. Dix tronçons sont concernés à partir du 15 mars 2021 pour une longueur totale de 287 kilomètres hors agglomérations, :
- RD 675 de Brantôme à Nontron ;
- RD 703 de Siorac-en-Périgord à Vézac ;
- RD 704 de La Bachellerie à Lanouaille et à la Haute-Vienne ;
- RD 704 de Sarlat-la-Canéda à Montignac-Lascaux ;
- RD 709 de Ribérac à Mussidan et Bergerac ;
- RD 710 et RD 5 de Périgueux à Ribérac et à La Roche-Chalais ;
- RD 710 et RD 31E1, RD 51 et RD 660 : de Périgueux à Villefranche-du-Périgord jusqu'en Lot-et-Garonne ;
- RD 939 de Périgueux à la Charente, où elle est déjà à 90 km/h ;
- RD 6089 de Boulazac à Terrasson-Lavilledieu ;
- RD 6089 de Mussidan à Montpon-Ménestérol jusqu'à la Gironde.

## Caractéristiques

### Consistance du réseau

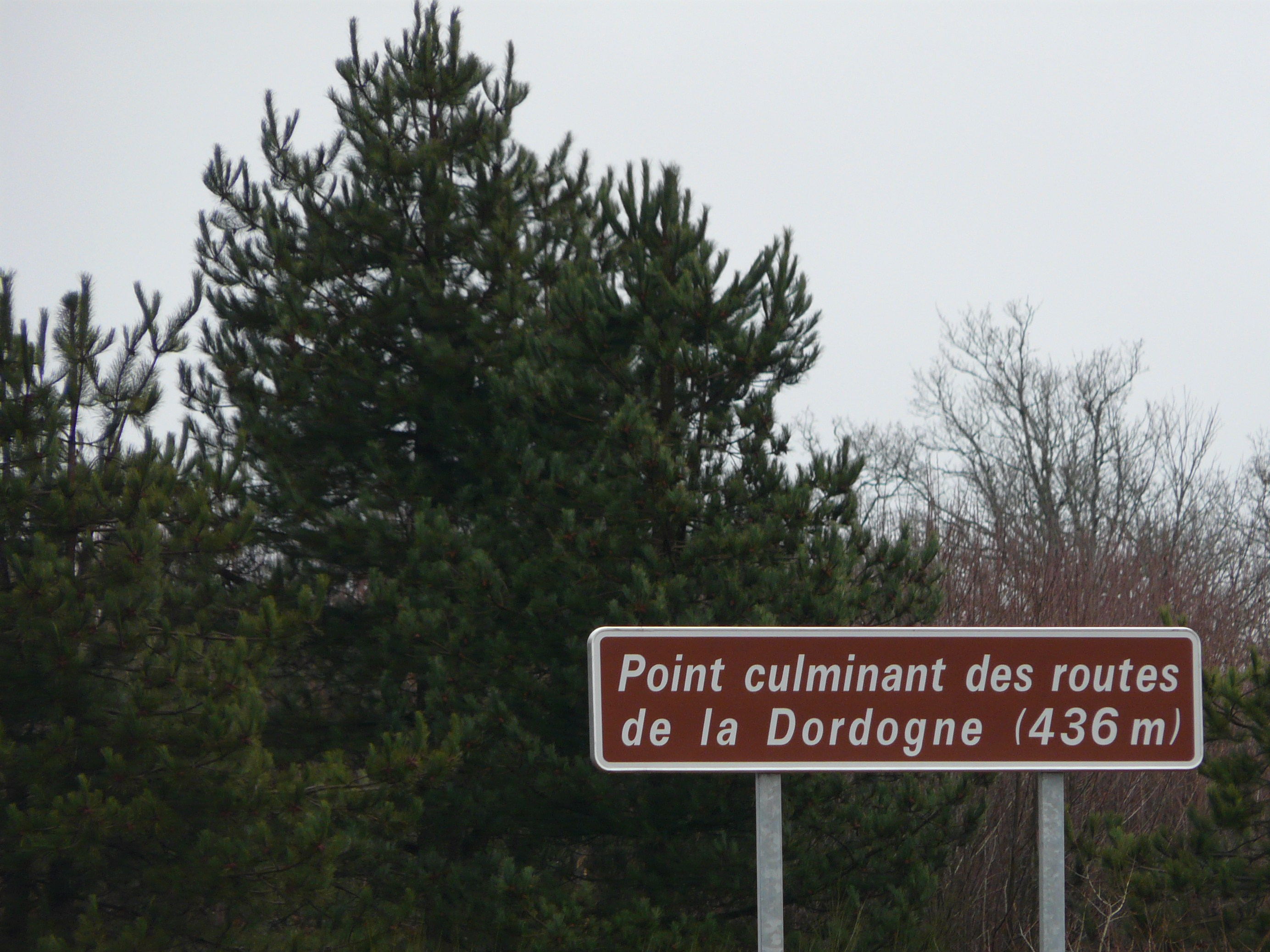
Panneau signalant le point culminant des routes de la Dordogne, sur la route nationale 21.

Le niveau le plus élevé des routes du département est de 436 m sur la RN 21, entre Firbeix et La Coquille, en limite des communes de Firbeix et Saint-Pierre-de-Frugie.
Le réseau routier comprend cinq catégories de voies : les autoroutes et routes nationales appartenant au domaine public routier national et gérées par l'État, les routes départementales appartenant au domaine public routier départemental et gérées par les conseils généraux et les voies communales et chemins ruraux appartenant respectivement aux domaines public et privé des communes et gérées par les municipalités. Le linéaire de routes par catégories peut évoluer avec la création de routes nouvelles ou par transferts de domanialité entre catégories par classement ou déclassement, lorsque les fonctionnalités de la route ne correspondent plus à celle attendues d'une route de la catégorie dans laquelle elle est classée. Ces transferts peuvent aussi résulter d'une démarche globale de transfert de compétences d'une collectivité vers une autre.
Au 31 décembre 2011, la longueur totale du réseau routier du département de la Dordogne est de 18 939 kilomètres, se répartissant en 110 kilomètres d'autoroutes, 123 kilomètres de routes nationales, 4 965 kilomètres de routes départementales et 13 741 kilomètres de voies communales.
Il occupe ainsi le 4e rang au niveau national sur les 96 départements métropolitains quant à sa longueur et le 43e quant à sa densité avec 2,1 kilomètres par km2 de territoire.
Trois grandes réformes ont contribué à faire évoluer notablement cette répartition : 1930, 1972 et 2005.
Le réseau de la Dordogne est constitué autour de deux grands axes à intérêt national :
- L'Autoroute A89, axe ouest - est, à péage.
- La route nationale 21, axe  nord - sud  reliant notamment Périgueux à Bergerac.

L'évolution du réseau routier entre 2002 et 2016 est donnée dans le tableau ci-après,.
| Catégorie de route     | 2002   | 2003   | 2004   | 2005   | 2006   | 2007   | 2008   | 2009   | 2010   | 2011   | 2016   |
| ---------------------- | ------ | ------ | ------ | ------ | ------ | ------ | ------ | ------ | ------ | ------ | ------ |
| Autoroutes             | 36     | 36     | 103    | 102    | 102    | 103    | 103    | 110    | 110    | 110    | 110    |
| Routes nationales      | 256    | 256    | 240    | 128    | 137    | 129    | 129    | 129    | 129    | 123    | 123    |
| Routes départementales | 4 824  | 4 824  | 4 827  | 4 831  | 4 962  | 4 962  | 4 968  | 4 968  | 4 965  | 4 965  | 4 944  |
| Voies communales       | 12 245 | 12 281 | 12 560 | 12 707 | 12 777 | 13 223 | 13 223 | 13 558 | 13 741 | 13 741 | 14 233 |
| TOTAL                  | 17 361 | 17 397 | 17 730 | 17 768 | 17 978 | 18 417 | 18 423 | 18 765 | 18 945 | 18 939 | 19 410 |

### Autoroutes
Autoroute A89, mise en service complètement en janvier 2008 par la réalisation du « chainon manquant » au nord de Terrasson-Lavilledieu. Elle traverse le département d'ouest en est. Elle est concédée, donc avec péage, aux Autoroutes du Sud de la France.
- 12 Montpon : Ribérac, Castillon-la-Bataille, Sainte-Foy-la-Grande et Montpon-Ménestérol
- 13 Mussidan : Mussidan et Bergerac
- Péage de Mussidan
- 13.1 Neuvic : Mussidan et Neuvic
- 14 Périgueux-Ouest : Bordeaux et Libourne par RD, Angoulême, Coulounieix-Chamiers, Saint-Astier et Périgueux
- 15 Périgueux-Centre : Agen, Bergerac par RD, Périgueux et Coulounieix-Chamiers
- 16 Périgueux-Est : Limoges et Brive-la-Gaillarde par RD, Périgueux, Angoulême, Les Eyzies-de-Tayac-Sireuil, Trélissac et Boulazac
- Aire de service Le Manoire  (sens nord-sud)
- Péage de La Bachellerie
- 17 Thenon : Thenon, Sarlat, Saint-Yrieix-la-Perche et Montignac-Lascaux
- 18 Terrasson : Terrasson-Lavilledieu et Larche

### Routes nationales actuelles
- Route nationale 21

Thiviers - Périgueux - Bergerac
Périgueux est contournée par l'est par la RN 221 et l'A89.
- Route nationale 221

Trélissac - Saint-Laurent-sur-Manoire, contournement est de Périgueux.

## Réalisations ou événements récents

### Réalisations passées
- Autoroute A89, traversant le département d'ouest en est, déclarée d'utilité publique en 1996 et mise en service entre 2001 et 2008, est la première autoroute en Dordogne. Cette autoroute est concédée à la société Autoroutes du Sud de la France (ASF).
- Déviation de Pont-Saint-Mamet (commune de Douville), déclarée d'utilité publique en janvier 1998 et mise en service en mai 2001. Cette déviation fait partie de la RN21.
- Déviation de Château-l'Évêque, déclarée d'utilité publique en décembre 1998 et inaugurée en juillet 2006. Cette déviation fait partie de la D939[25].
- Déviation est de Bergerac, déclarée d'utilité publique en juin 1999. La partie sud-est a été mise en service en février 2004 ; la partie nord-est ayant fait l'objet d'un recours, n'a été mise en service qu'en mai 2010[26]. La déviation fait partie de la RN21.
- Aménagement de la D709 entre Bergerac et Mussidan, débuté en 2003 et achevé en octobre 2007[27], pour un coût de 32 millions d'euros partagés entre le conseil général de la Dordogne, l'État et la région Aquitaine, il constitue une part importante dans le désenclavement de Bergerac et du sud-ouest du département et de son « rapprochement » de l'A89.
- L'autre tronçon de la D709 entre Mussidan et Ribérac, dont les travaux avaient débuté en 1998, s'est achevé en décembre 2008[28].
- Déviation de La Rochebeaucourt mise en service en décembre 2011. Elle facilite la circulation sur l'axe Angoulême-Ribérac en mettant en relation la D939 et la D12 sans passer à l'intérieur du bourg de La Rochebeaucourt et en évitant le passage étroit au-dessus de la Nizonne[29].
- Contournement ouest de Bergerac[30] d'une longueur de 4,75 km permettant la liaison D936 - D709 (route de Bordeaux - route de Mussidan) en évitant Bergerac. Les travaux ont commencé en 2008 avec le giratoire sud et se sont poursuivis avec la construction du pont des Nebouts d'une portée de 126 mètres avec travée unique pour franchir la Dordogne au niveau d'une zone Natura 2000[31],[32]. Le tronçon de deux kilomètres entre les routes départementales 32 et 936 a été mis en service début juillet 2012[33]. Sur le site du Bout-des-Vergnes, les sépultures d'une nécropole mérovingienne des Ve et VIe siècles sont mises au jour en novembre 2012 lors du chantier[34]. L'ouverture du tronçon restant entre les RD 32 et RD 709 est effectuée fin juin 2013[35].
- Mis en service en novembre 2018[36], le contournement ouest de Mussidan d'une longueur totale de 4,2 km améliore la relation entre la route départementale 6089 et la route départementale 709. Un premier tronçon nord, long de 1,7 km, entre la D 6089 et la D 20 (la route du Fleix) passe sous la voie ferrée de la ligne de Coutras à Tulle. Les travaux ont commencé en juillet 2012 et sa mise en service s'est effectuée en décembre 2014[37]. Le second tronçon, long de 2,5 km, dont les travaux se sont échelonnés jusqu'en 2018[38], met en relation la D 20 avec la D 709 près de l'échangeur no 13 de Mussidan sur l'autoroute A89[39]. Le coût total du contournement incluant une aire de covoiturage est de 14,4 millions d'euros[36].

### Réalisations en cours ou futures
- La déviation de Sarlat a été mise en service en juillet 2010 pour un premier tronçon d'une longueur de 3,6 km, à l'ouest (D6-D46 : route de Périgueux - route de Vézac)[40]. Un deuxième tronçon en milieu urbain long de 300 mètres est inauguré au sud en décembre 2012 (D 46 - D704 : route de Vézac - route de Souillac)[41]. Une dernière phase de travaux au nord entre la D6 et la D704 (route de Périgueux - route de Montignac), initialement prévue à partir de 2015[42], est repoussée à 2022[43].
- Le contournement sud de Nontron d'une longueur de 4,35 km permettant la liaison D675 - D707 (route de Brantôme-route de Thiviers) en évitant par le sud le centre-ville de Nontron, envisagé initialement pour 2013[44], est en cours de réalisation en deux tranches en 2016-2017 pour un coût total de trois millions d'euros[45].
- Le contournement nord-ouest de Ribérac entre les routes départementales 5 à l'ouest et 708 au nord fera approximativement 3,5 km de long. Les travaux devaient démarrer en 2016[46] mais sont remis à une date ultérieure[43].

#### Déviation de Beynac
La déviation de Beynac devait permettre de désengorger la route départementale 703 dans sa traversée de Beynac, qui figure parmi Les Plus Beaux Villages de France, où en été circulent quotidiennement plus de 10 000 véhicules entre falaise et Dordogne. Avec la réalisation d'un passage sous la voie ferrée et de deux ponts sur la Dordogne, son coût estimé à trente-deux millions d'euros est particulièrement élevé. Les travaux de ce tronçon, d'une longueur de 3,2 km, auraient dû s'effectuer de 2017 à 2020. Le projet a suscité une forte opposition de différents acteurs de la vallée, provoquant de fait un conflit d'aménagement. Le 29 janvier 2018, la préfète de la Dordogne autorise les travaux mais le Conseil d'État décide le 28 décembre 2018 de suspendre le chantier en cours, alors que cinq piles de pont ont déjà été coulées et que quinze millions d'euros ont déjà été payés. Le tribunal administratif de Bordeaux, dans une décision rendue le 9 avril 2019, ne suit pas les conclusions de son rapporteur public et déclare que la déviation « ne répond pas à une raison impérative d'intérêt public présentant un caractère majeur ». Il demande au département de la Dordogne la destruction des piles de pont déjà mises en chantier et une restauration du site à son état d'origine. Néanmoins, le président du Conseil départemental persiste à poursuivre le chantier et fait appel du jugement. Le 10 décembre 2019, la cour administrative d'appel de Bordeaux confirme le jugement du tribunal administratif en annulant le projet et ordonnant la démolition des travaux engagés et la remise en état des lieux sous délai d'un an, ce qui à terme devrait représenter quarante-cinq millions d'euros de dépenses. Le 29 juin 2020, le Conseil d'État valide la décision de la Cour d'appel et le 1er juillet, la préfecture de la Dordogne publie un arrêté prévoyant les conditions de remise en état des lieux sur les communes de Castelnaud-la-Chapelle, Vézac et Saint-Vincent-de-Cosse. Le 7 juillet 2022, la cour administrative d'appel de Bordeaux met le département en demeure de commencer les travaux de remise en état des sites dans un délai de six mois, et de les terminer pour le 7 juillet 2023, avec astreinte journalière de 3 000 euros en cas de non-respect de la première décision, et de 5 000 euros si non-respect de la seconde. Le jour même, le Conseil départemental de la Dordogne annonce qu'il a déposé auprès du préfet un nouvel arrêté d'autorisation des travaux.
Le 20 juin 2023, Le rapporteur public demande à la cour administrative d'appel de Bordeaux d'imposer le paiement de l'astreinte (489 000 euros à ce jour) pour non commencement des travaux de remise en état. Le 4 juillet 2023, la cour administrative d'appel de Bordeaux demande la liquidation de ces astreintes, la somme étant à redistribuer en trois parts égales de 163 000 euros à destination de la société Newell Entreprises (château de Fayrac), Nathalie Newell et Philippe d'Eaubonne d'une part, pour l'association La Demeure historique d'autre part, et enfin pour la Société pour l’étude, la protection et l’aménagement de la nature dans le Sud-Ouest (SEPANSO) Dordogne et l'association de défense de la vallée de la Dordogne.
Le 29 décembre 2023, le Conseil départemental de la Dordogne dépose une demande de recours indemnitaire contre l'État devant le tribunal administratif de Bordeaux pour « la réparation des préjudices subis à la suite de l'annulation de l'arrêté préfectoral du 29 janvier 2018 autorisant les travaux du contournement de Beynac ».
Le 16 avril 2024, la cour administrative d'appel de Bordeaux condamne le Département à payer 1,433 million d'euros pour ne pas avoir réalisé les travaux de démolition, 500 000 euros étant destinés aux requérants et 933 000 euros au budget de l'État.

Le chantier le 5 juillet 2022.
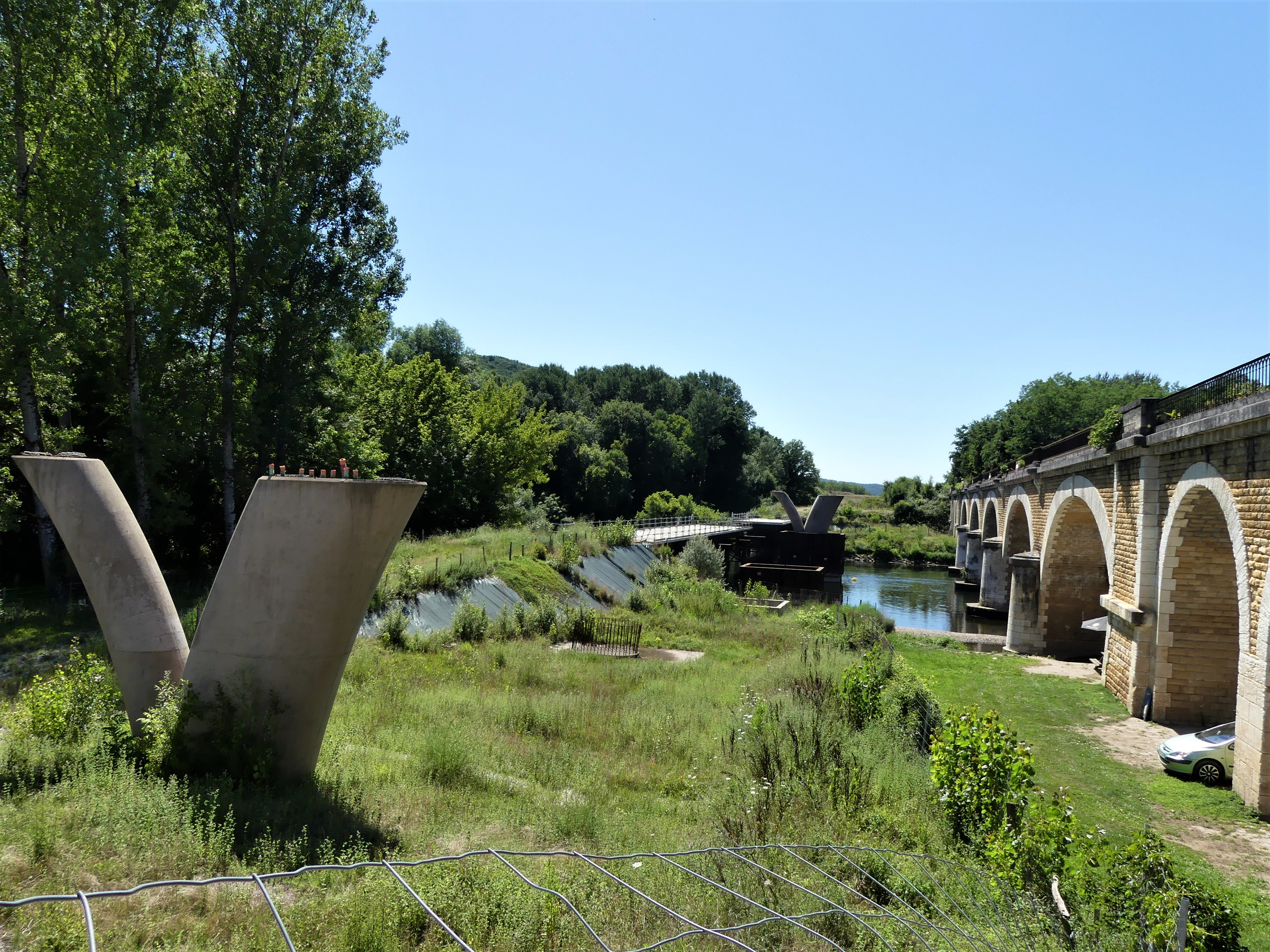
Le chantier du contournement de Beynac, le long du viaduc de Beynac, à Vézac.
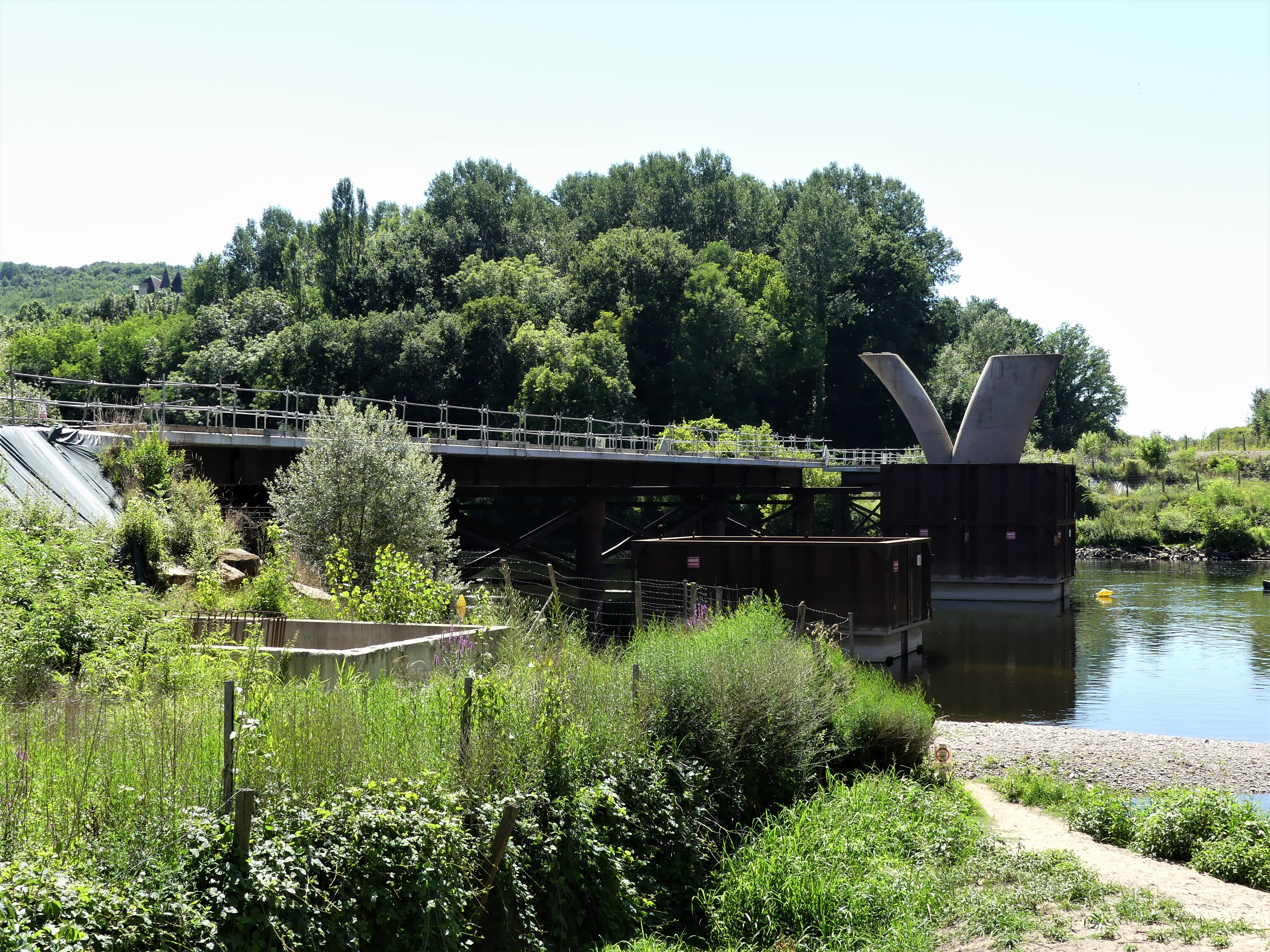
Idem.
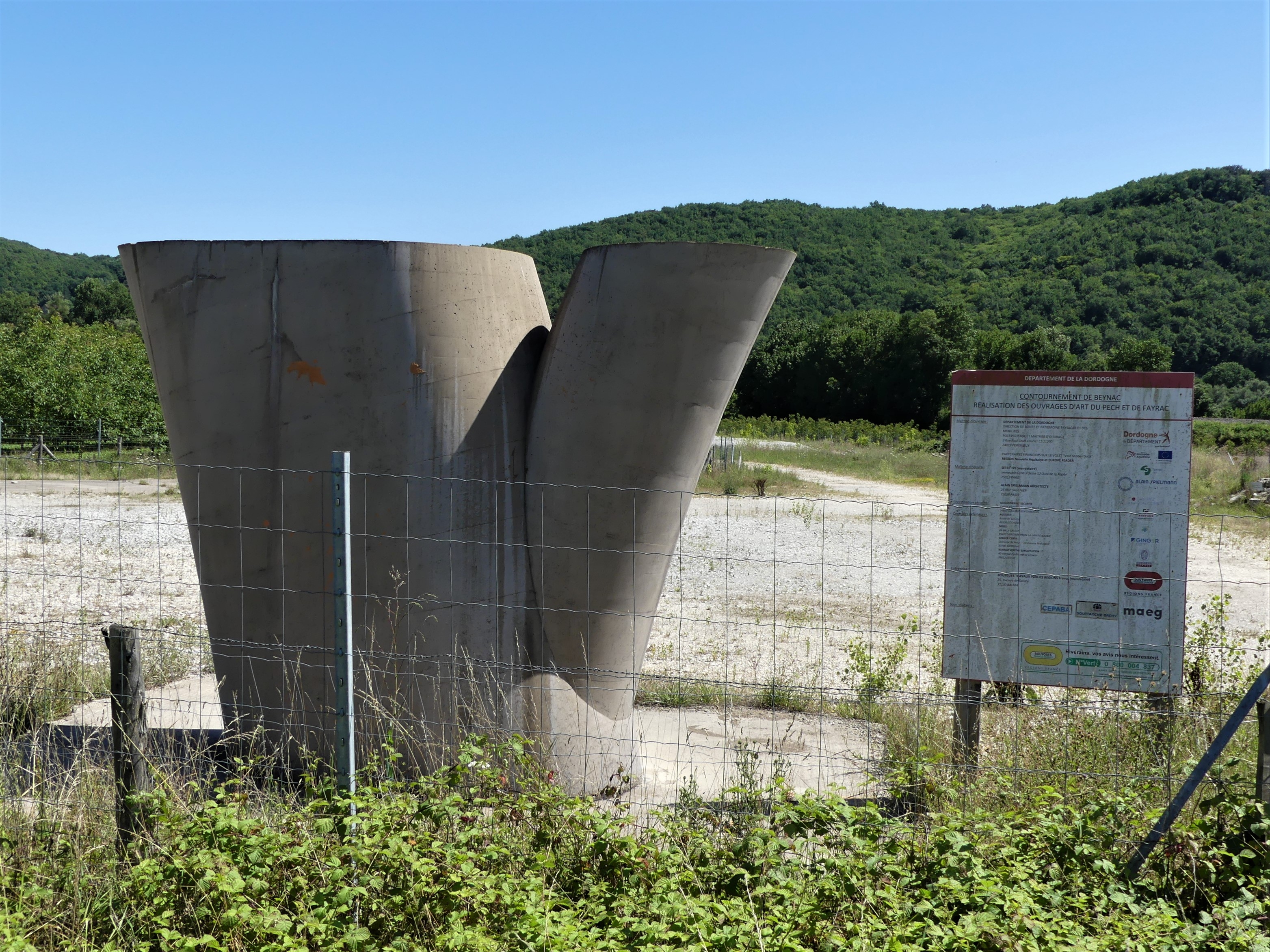
Chantier à Saint-Vincent-de-Cosse.
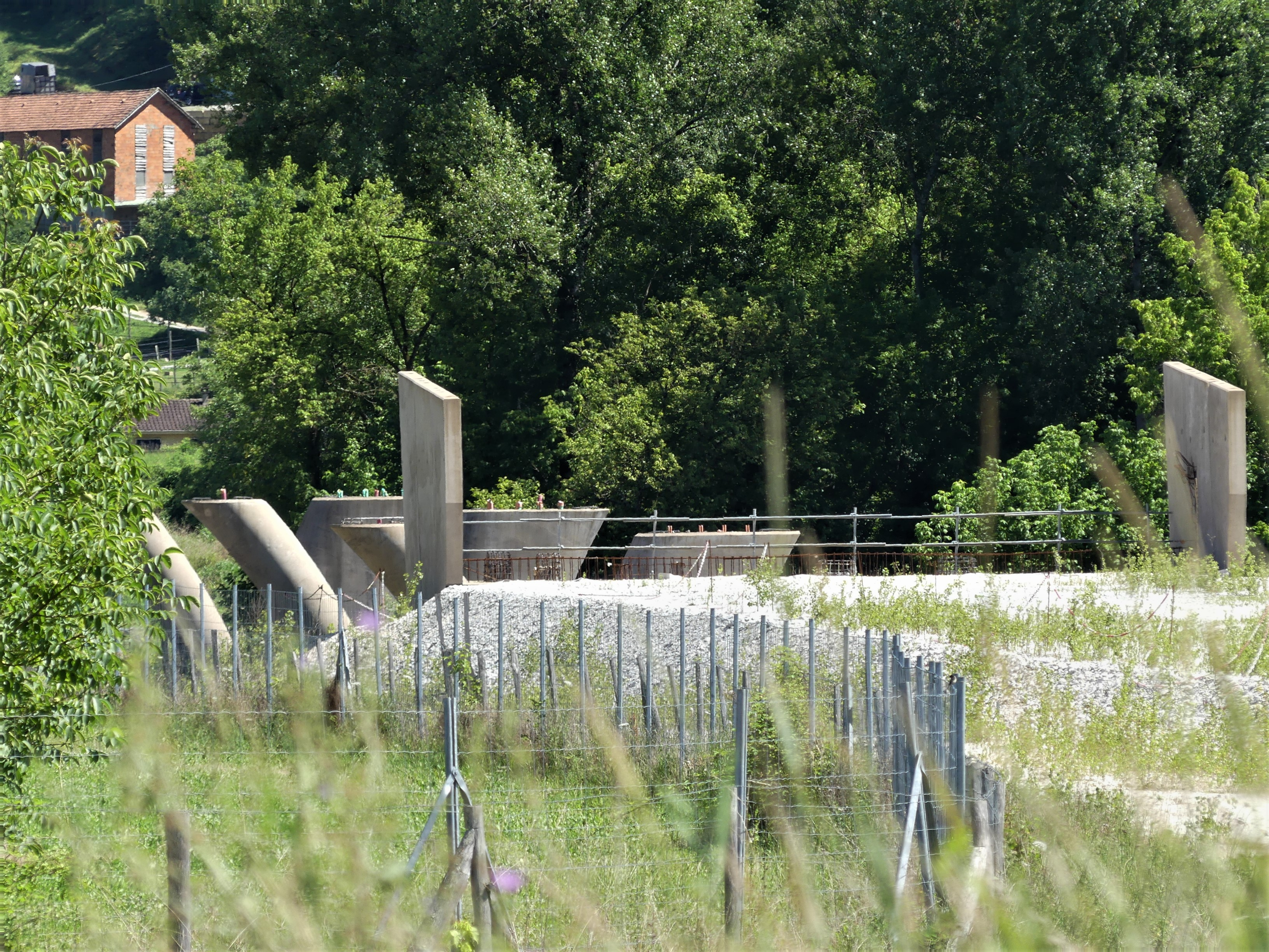
Idem.

## Sources
- Cartes de Cassini : site de Gallica,
- Site du conseil général de la Dordogne
- Site des ASF
- WikiSara